# ليمان كولمان
ليمان كولمان (بالإنجليزية: Lyman Coleman)‏ هو أكاديمي ومؤلف أمريكي، ولد في 14 يونيو 1796، وتوفي في 16 مارس 1882.